# Interact club
L'Interact est un club service destiné aux 12-18 ans dont le premier fut fondé en 1962 par le Rotary International sous la présidence de Nitish Chandra Laharry. C'est une organisation de jeunes qui comporte actuellement 250 000 jeunes. Ces jeunes, qui se nomment Interactiens, sont rassemblés dans 11 000 clubs regroupés dans 120 pays et réalisent des actions en suivant le principe du Rotary "Servir d'abord".
Le Rotary International a officialisé l'Interact en tant que club service pour les jeunes le 28 octobre 1962, avec l'objectif d'épauler la jeunesse, mais aussi de leur donner le pouvoir de servir autrui.
Avant l'officialisation de l'Interact existèrent les clubs Ro, un club service de lycéens avec les mêmes objectifs que les clubs Interact aujourd'hui, et les clubs Yrator ("Rotary épelé à l'envers").
À la suite des Interact clubs existent les clubs Rotaract qui accueillent les jeunes de 18 à 30 ans.
Les Interactiens préparent généralement des évènements associatifs à entrée payante (journées, soirées, etc) et l'argent récolté sert à faire des actions humanitaires différentes.
De nombreuses opérations de grande envergure ont été conclues par des clubs Interacts à travers le monde, tels que la construction de la première école à la suite du séisme d'Al Haouz qui a frappé le Maroc en 2023 par l'Interact Club Massignon Casablanca ou encore la concrétisation de forums internationaux par les Interact Clubs américains. Ces actions permettent de faire voir l'impact que peut avoir la jeunesse à travers le monde.